# Pass pass le oinj
Singles de Suprême NTM
Pose ton gun
(13 septembre 1999) Police (IV My People Remix) / L’argent pourrit les gens (B.O.S.S. Remix)
(21 mars 2000)
Pistes de Paris sous les bombes
Paris sous les bombes Qui paiera les dégâts
Pass pass le oinj est un single de rap français sorti le 21 mars 2000 par le groupe Suprême NTM.

## Contenu
Le single comprend en face B le titre Paris sous les bombes.
Ce single ne sort que sous le format disque vinyle 33 tours en 2000, soit plusieurs années après la sortie de l'album dont il est tiré, Paris sous les bombes sorti en 1995. 
Ce single est réédité le 20 juin 2020 lors de l'anniversaire des 25 ans de la sortie de l'album Paris sous les bombes.

## Pochette
La pochette est réalisée par le graphiste Éric Cornic de la société FKGB avec l'utilisation d'une photographie de Seb Janiak utilisant un objectif fisheye.

## Liste des titres
- Pass pass le oinj
- Pass pass le oinj (version instrumentale)
- Paris sous les bombes
- Paris sous les bombes (version instrumentale)